# ألبرت الصغير
آلبرت الصغير هو الاسم المُستعار لرضيع عمره تسعة أشهر اختاره جون واتسون؛ أبو المدرسة السلوكيَّة، لاختبار فكرة الخوف ليرى إذا ما كانت فطرية أم استجابة شرطية، حيث عرَّضه لأرنب أبيض وفأر أبيض وقرد وأقنعة بشعرٍ وأقنعة بدون شعر وقطن وصحيفة مُحترِقة ومنوَّعات من أشياء أخرى لشهرين دون أي نوع من التوضيح.

## التجربة
بدأت التجربة بوضع آلبرت على فراش في منتصف غرفةٍ، ووُضِع فأر تجارب بالقرب من آلبرت وسُمِح له باللعب مع الفأر، لم يخشَ الطفلُ الفأرَ حتى هذه اللحظة، ثم أصبح واتسون يُصدِر صوتًا عاليًا خلف ظهر آلبرت عبر الضرب بمطرقةٍ على عارضة فولاذية مُعلَّقة عند لمس الطفل للفأر، بكى آلبرت الصغير وأبدى خوفه عند سماع الضوضاء، بعد تكرار الأمر عدة مرات أصبح آلبرت قلقًا كلَّما ظهر الفأر، إذ ربط آلبرت بين الفأر الأبيض وبين الضوضاء العالية وأصدر الاستجابة العاطفية أو الخائفة المُتمثِّلة في البكاء، بدأ آلبرت الصغير في تعميم استجابته للخوف لأي شيء أبيض أو أزغب (أو كليهما)، والأمر المؤسِف أنَّ آلبرت الصغير قد غادر المستشفى قبل أن يُزيل واتسون حساسيته لهذا الخوف.

## قراءة إضافية
- Weiten، Wayne (2001). Psychology: Themes & Variations. Belmont: Wadsworth Thomson Learning. ص. 230. ISBN:0-534-36714-3.